# Orimulsion
L'Orimulsion (marque déposée) est une émulsion produite à partir de bitume et d’eau. Ce mélange combustible était produit et vendu par le conglomérat pétrolier étatique vénézuélien, PDVSA jusqu'en 2006.

## Technique de production
L'orimulsion est produit à partir du bitume extrait de la ceinture de l'Orénoque. La ceinture de l'Orénoque, probablement la plus grosse accumulation continue d'hydrocarbures de la planète, produit un pétrole extrêmement lourd et visqueux. L'Orimulsion a été développé pour lui offrir un débouché commercial plus simple techniquement que la transformation chimique profonde en pétrole brut de synthèse .
L'Orimulsion est produit en mélangeant du bitume avec 30% d'eau et 1%  d'alcools servant de  surfactants , ce qui permet de produire une émulsion de bitume dans l'eau. 
Les recherches qui ont conduit à la mise au point de l'Orimulsion ont été menées entre 1980 et 1984 par intevep, division R&D de PDVSA. À l'origine, le produit était conçu comme un vecteur du transport du bitume : il s'agissait de pouvoir le rendre assez liquide pour, par exemple, le pomper à travers un oléoduc. La finalité du projet a glissé vers l'utilisation directe de l'orimulsion comme combustible.

## Caractéristiques
Selon une fiche technique publiée par son fournisseur, l'orimulsion présente les caractéristiques suivantes : 
- Masse volumique 1.01 kg/L
- Teneur en soufre à 2,32%
- Point d'écoulement à 2°c
- Viscosité 623 cP à 15°c.

L'orimulsion est un combustible polluant, même si du point de vue des émissions de CO2, il est légèrement en dessous du charbon. Les émissions de composées organiques sont assez proches de celles du fioul lourd. Le taux élevé de soufre exige une centrale équipée en désulfuration.
L'orimulsion présente également un fort risque en cas de fuite dans l'eau. Le pétrole, lorsqu'il est déversé dans l'eau, surnage. L'orimulation étant déjà une émulsion hydrocarbure-eau, le fait de le déverser dans l'eau revient à augmenter à l'infini sa dilution, il ne peut pas être récupéré.

## Commercialisation
L'orimulsion était proposé comme carburant pour les centrales thermiques, et d'autres clients comme les cimenteries. L'Orimulsion n'était pas considéré comme du pétrole pour l'OPEP, le Venezuela pouvait donc en produire sans être limité par ses quotas.
A la fin des années 1980, l'orimulsion s'imposa sur les marchés de l'énergie comme une alternative au charbon et au fioul lourd. Le combustible a trouvé des clients dans des pays aussi variés que le Danemark, le Canada ou le Japon. Cependant au début des années 2000 le contexte devint hostile à ce produit. La grève de PVDSA qui a suivi le coup d'état de 2002 s'est terminée avec l'éviction de nombreux ingénieurs et la perte de savoir-faire. Le durcissement des lois sur la pollution de l'air dans nombre de pays réduisait aussi son marché. La production a cessé à la fin 2006. Environ 60 millions de tonnes ont été produits au total.
Une centrale électrique du Nouveau-Brunswick avait subi en 2004 une rénovation majeure l'adaptant à utiliser l'orimulsion. Face à l'arrêt de la production, son exploitant a du convertir à nouveau la centrale, et a intenté une  procédure en justice contre PVDSA, qui avait rompu unilatéralement le contrat.